# アルデア・デル・レイ
アルデア・デル・レイ（Aldea del Rey）は、スペイン・カスティーリャ＝ラ・マンチャ州シウダー・レアル県のムニシピオ（基礎自治体）。

## 地理
アルデア・デル・レイはカンポ・デ・カラトラーバ地区（Campo de Calatrava）に位置している。隣接する自治体、は北がバレンスエーラ・デ・カラトラーバ、南がビジャヌエバ・デ・サン・カルロス、東がカルサーダ・デ・カラトラーバとグラナトゥラ・デ・カラトラーバ、西がアルガマシージャ・デ・カラトラーバである。

### 人口
| アルデア・デル・レイの人口推移 1900－2010               |
|                                                         |
| 出典:INE（スペイン国立統計局）1900年 - 1991年、1996年 - |

## 政治
自治体首長はカスティーリャ＝ラ・マンチャ国民党（Partido Popular de Castilla-La Mancha、PPCLM）のミゲル・モラーレス・モリーナ（Miguel Morales Molina）で、自治体評議員は、カスティーリャ＝ラ・マンチャ国民党：5、カスティーリャ＝ラ・マンチャ社会党（Partido Socialista de Castilla-La Mancha、PSCM-PSOE）：4、CCxA（Ciudadanos por Aldea、アルデアのための住民たち、ローカル政党）：2となっている（2011年5月22日の自治体選挙結果、得票順）
| 1999年6月13日自治体選挙 |        |        |          |
| 政党                    | 得票数 | 得票率 | 獲得議席 |
| PP                      | 903    | 56.30% | 6        |
| PSOE                    | 679    | 42.33% | 5        |

| 2003年5月25日自治体選挙 |        |        |          |
| 政党                    | 得票数 | 得票率 | 獲得議席 |
| PP                      | 855    | 55.81% | 6        |
| PSOE                    | 640    | 41.78% | 5        |

| 2007年5月27日自治体選挙 |        |        |          |
| 政党                    | 得票数 | 得票率 | 獲得議席 |
| PP                      | 820    | 57.83% | 7        |
| PSOE                    | 569    | 40.13% | 4        |

| 2011年5月22日自治体選挙 |        |        |          |
| 政党                    | 得票数 | 得票率 | 獲得議席 |
| PP                      | 637    | 45.37% | 5        |
| PSOE                    | 466    | 33.19% | 4        |
| CCxA                    | 281    | 20.01% | 2        |

### 司法行政
アルデア・デル・レイはプエルトジャーノ司法管轄区に属す。

## 名所・史跡
- カラトラーバ・ラ・ヌエバ城砦（スペイン語版、英語版）） - カラトラーバ騎士団の本部。カラトラーバ・ラ・ヌエバ神聖修道院城砦（Sacro Convento y Castillo de Calatrava La Nueva）とも呼ばれる[9]。
- クラベリーア宮殿（Palacio de Clavería） - スペイン王フェリペ2世によって、騎士団の城砦を管理する騎士団長（Claveros de la Orden de Calatrava）の宿営施設として建造された。自治体の郊外に位置し、北宮殿（Palacio Norte）とも呼ばれる。現在スペイン文化財危機リスト（:Lista roja de patrimonio en peligro）に登録されている。

他にはヌエストラ・セニョーラ・デル・バジェ礼拝堂（15世紀）、サン・ホルヘ・マルティル教会（19世紀）、製粉所（19世紀）や考古学遺跡などがある。